# Ubiretama
Ubiretama é um município brasileiro do estado do Rio Grande do Sul.

## Etimologia
Ubiretama é vocábulo indígena que significa "terra dos ubis". Do tupi ubi: ubim ou ubi, uma espécie de palmeira; e retama: lugar, pátria. Outra interpretação traduz a palavra como "um lugar na terra". De yby: terra; e retama: lugar.

## História
Nasceu com a vinda dos imigrantes alemães no ano de 1890, iniciou-se a colonização dividindo a região em lotes que  foram distribuídos às famílias. Mais tarde chegaram famílias de descendentes poloneses, italianos, russos e tchecos. Inicialmente era chamado de Laranjeira.
Em 24 de julho de 1909, pelo Ato Institucional nº 5, foi fundado o Povoado Laranjeira, localizado na região do atual município de Ubiretama. À época, possuía 205 habitantes e 34 residências, sendo inicialmente o 5º Distrito do município de Santo Ângelo. Passou a integrar o município de Santa Rosa com sua emancipação em 1931. Em 1944, o Povoado Laranjeira, por determinação da administração de Santa Rosa, passou a denominar-se Ubiretama. Na língua tupi, "Ubiretama" significa "Terra Pátria". Em 28 de janeiro de 1955, com a emancipação de Giruá, Ubiretama passou a integrá-lo, na condição de 3º Distrito.
Tornou-se um município próprio em 28 de dezembro de 1995 com o advento da Lei Estadual nº 10.654, em cumprimento ao disposto no artigo 4º da Constituição Federal e artigo 82, inciso IV da Constituição Estadual. A primeira administração municipal tomou posse em 1º de janeiro de 1997, sob liderança executiva do prefeito Luiz Carlos Kitzmann e do vice-prefeito Niltom Emídio Budel, ambos eleitos em 3 de outubro de 1996. Nas eleições municipais de 3 de outubro de 2000, adquiriram segundo mandato.